# Stanislav Hollý
Stanislav Hollý (17. října 1925 – 12. října 1982) byl slovenský a československý politik Komunistické strany Slovenska a poúnorový poslanec Národního shromáždění ČSSR a poslanec Slovenské národní rady.

## Biografie
Ve volbách roku 1954 byl zvolen do Slovenské národní rady.
Ve volbách roku 1960 byl zvolen za KSS do Národního shromáždění ČSSR za Středoslovenský kraj. V Národním shromáždění zasedal až do konce volebního období parlamentu, tedy do voleb v roce 1964.
Ve volbách roku 1964 se stal poslancem Slovenské národní rady.